# Machete Music
Machete Music es un sello de música urbana, propiedad de Universal Music Group. El sello discográfico ha sido en gran medida asociado con la música reguetón, pero en los últimos años, también se ha estado firmando artistas de otros géneros como Malverde, Mala Rodríguez y Chino XL.

## Artistas
- Arcángel
- Héctor el Father
- Soul Behind The Rap
- Wisin & Yandel
- Tony Dize
- Don Omar
- Poeta Callejero
- Nicky Jam
- Chino & Nacho
- Makano
- Jowell & Randy
- Ivy Queen
- Angel & Khriz
- La Factoría
- Ñejo & Dálmata
- Black Guayaba
- Akwid
- Xtreme
- Mach & Daddy
- El Roockie
- Eliasound
- Eddy Lover
- Homero Socket
- R.K.M. & Ken-Y
- Latin Fresh
- Chyno Miranda
- Artwell Smart
- Cazzu
- Mariah Angeliq

## Sellos asociados
- Orfanato Music Group
- Mas Flow Inc
- Pina Records
- WY Records
- El Cartel Records
- Gold Star Music
- VI Music